# Kazimierz Koczocik
Kazimierz Koczocik, ps. Chmiel (ur. 3 marca 1889 w Leżajsku, zm. 19 maja 1972 w Przeworsku) – nauczyciel, działacz Tajnej Organizacji Nauczycielskiej i Zrzeszenia Wolność i Niezawisłość.
Według zapisów cmentarnych zmarł 2 maja 1972 r.

## Życiorys
Urodził się 3 marca 1889 w Leżajsku. Uczęszczał do miejscowej szkoły podstawowej. W 1909 ukończył Seminarium Nauczycielskie w Tarnowie. Pierwszym miejscem jego pracy była szkoła w Starym Mieście koło Leżajska. Po dwóch latach skierowany został do szkoły w Studzianie pod Przeworskiem. Następnie pełnił funkcję kierownika szkoły w Dębowie. Wraz z wybuchem I wojny światowej został zmobilizowany i trafił na front. Po powrocie z wojny był kolejno kierownikiem szkół w Dębowie, Mirocinie i Rozborzu. W 1934 został dyrektorem Szkoły Podstawowej nr 1 (szkoła męska) w Przeworsku. Funkcję tę sprawował do przejścia na emeryturę w 1963.
W 1940 wraz z ks. Józefem Stefańskim, Janem Ćwierzem i Michałem Smyką współtworzył Tajną Organizację Nauczycielską w Przeworsku. Kazmimierz Koczocik sprawował funkcję kierownika TON-u na powiat przeworski. W 1940 został mianowany kierownikiem Podokręgu TON dla terenu zachodnich powiatów województwa lwowskiego. Wiosną 1940 po skontaktowaniu się z przedwojennymi działaczami ZNP powołał komórki TON w powiatach: łańcuckim, jarosławskim, przemyskim i rzeszowskim. Od 1942 przewodniczył tajnej Powiatowej Komisji Oświaty i Kultury w Przeworsku. W 1943 został kierownikiem Podokręgu Małopolski Środkowej TON. Zorganizował Powiatową Komisję Oświaty podległą Delegaturze Rządu, w której pełnił funkcję referenta szkolnictwa powszechnego. Udostępniał własne mieszkanie na posiedzenia rady TON. Odbywały się tam również egzaminy z zakresu szkoły średniej. Dzięki jego zaangażowaniu w wielu wsiach powiatu przeworskiego powstały punkty tajnego nauczania i miejsca egzaminowania na wszystkich poziomach edukacyjnych.
Działał w Zrzeszeniu Wolność i Niezawisłość. W 1945 rozdzielał zapomogi pieniężne byłym żołnierzom AK z terenu powiatu przeworskiego i ich rodzinom.
Był aktywnym działaczem Związku Nauczycielstwa Polskiego. Na zjeździe założycielskim został prezesem Oddziału ZNP w Przeworsku. W latach 30. należał do męskiego Chóru Echo przy Towarzystwie Gimnastycznym „Sokół” w Przeworsku. W 1955 współtworzył Koło Miłośników Miasta Przeworsk (późniejsze Towarzystwo Miłośników Przeworska i Regionu).
Kazimierz Koczocik odznaczony został Złotym Krzyżem Zasługi, Krzyżem Kawalerskim Orderu Odrodzenia Polski i Złotą Odznaką ZNP. Jedna z ulic Przeworska nosi jego imię.
Zmarł 19 maja 1972 i został pochowany na Starym Cmentarzu w Przeworsku.